# Paul Diepgen

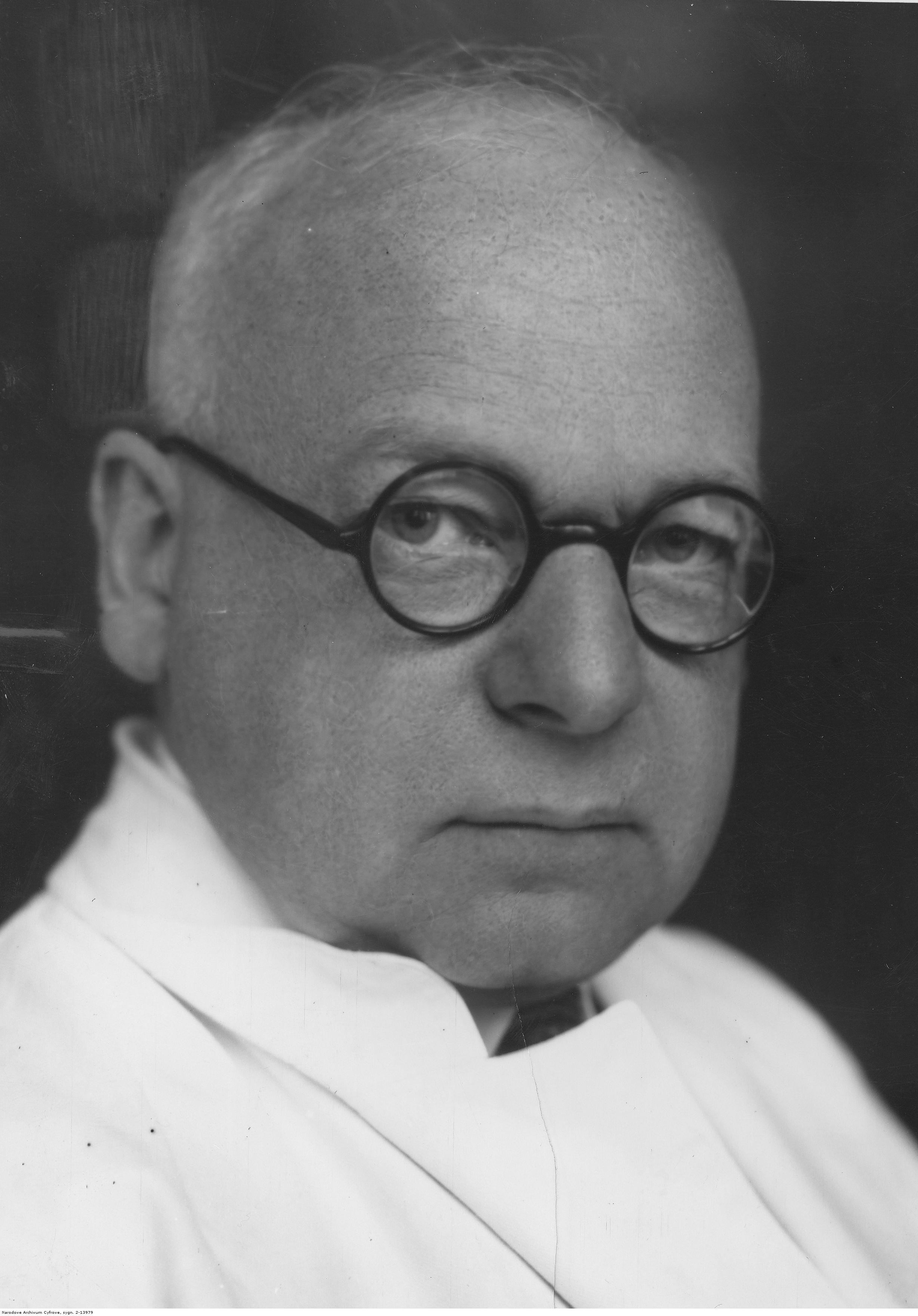
Paul Diepgen, 1943

Paul Diepgen (* 24. November 1878 in Aachen; † 2. Januar 1966 in Mainz) war ein deutscher Gynäkologe und Medizinhistoriker.

## Leben
Diepgen legte nach dem Studium der Medizin und einer gynäkologischen Ausbildung an den Universitäten Tübingen, Leipzig, Bonn und Freiburg im Breisgau in Freiburg das medizinische Staatsexamen ab und wurde dort auch 1902 zum Doktor der Medizin promoviert. Er war Mitglied des K.St.V. Arminia Bonn. Von 1906 bis 1929 war er Frauenarzt und Leiter der gynäkologisch-geburtshilflichen Station des Freiburger Lorettokrankenhauses. Nach einem Studium der Geschichte bei Heinrich Finke wurde er 1908 auch zum Doktor der Philosophie promoviert. Obwohl er sich schon 1910 für Geschichte der Medizin habilitieren konnte, wurde er erst 1920 zum außerordentlichen Professor der Geschichte der Medizin in Freiburg ernannt. In Freiburg, wo unter anderem Walter Artelt zu seinen Schülern gehörte, hielt er seine medizinhistorischen Seminarübungen im Obergeschoss des Universitätsgebäudes ab, wo auch die Fakultätssitzungen stattfanden. 1929 erfolgte der Ruf auf eine ordentliche Professur für Medizingeschichte an der Friedrich-Wilhelms-Universität Berlin, wo er das Institut für Geschichte der Medizin und Naturwissenschaften begründete. 1944 erfolgte seine Emeritierung. Dennoch stellte sich Diepgen nach Kriegsende für den Neuaufbau der Berliner Universität zur Verfügung und nahm 1947 den Ruf auf eine außerordentliche Professur für Geschichte der Medizin an der Universität Mainz an, die 1949 zu einer ordentlichen Professur umgewidmet wurde. Dort war er bis zu seinem Tod im Jahr 1966 tätig.
Diepgen war wesentlich an der Etablierung der Medizingeschichte in Berlin beteiligt und unterstützte die Einführung der Medizingeschichte (auch zur Untermauerung der Erziehung zum nationalpolitischen Denken, zur ärztlichen Ethik und Rassenhygiene) als Pflichtfach, die 1939 erfolgte. Sein Verhältnis zum Nationalsozialismus war nach dem Urteil von Florian Bruns und Andreas Frewer vielschichtig und ambivalent. Er war nie Mitglied der NSDAP, sondern einigen von deren Vertretern als Katholik eher verdächtig, war aber nationalkonservativ mit Sympathien für die Politik der Nationalsozialisten (wie den Einmarsch in Polen) und er hatte gute Beziehungen zum Reichsarzt der SS Ernst Robert Grawitz und zu Hitlers Arzt Karl Brandt. Der Medizinhistoriker und SS-Sturmbannführer Bernward Gottlieb habilitierte sich bei ihm (ebenso wie der Arzt, SS-Offizier und Medizinhistoriker Alexander Berg, der aber schon vor seiner SS-Karriere sein Doktorand gewesen war), und Gottlieb wurde schließlich auf Druck der SS 1945 als sein Nachfolger auf dem Berliner Lehrstuhl ausgewählt (wobei Diepgen dem durchaus zustimmend gegenüberstand und auch nach dem Krieg versuchte, Gottlieb und Berg zu fördern). Zu Diepgens akademischen Schülern gehörte auch der Medizinhistoriker Gernot Rath, der 1963 entscheidend bei der Umhabilitierung Bergs nach Göttingen beteiligt war.
Diepgen war Ehrendoktor der Universität Madrid sowie Mitglied und Ehrenmitglied zahlreicher in- und ausländischer Akademien. 1936 wurde er zum Mitglied der Leopoldina gewählt.
Zu seinen Arbeitsgebieten zählten die Entwicklung der Medizin im Mittelalter und in der Romantik sowie die Geschichte der Volksheilkunde und der Geburtshilfe und Gynäkologie.
Er war der Großvater des späteren Regierenden Bürgermeisters von Berlin Eberhard Diepgen.

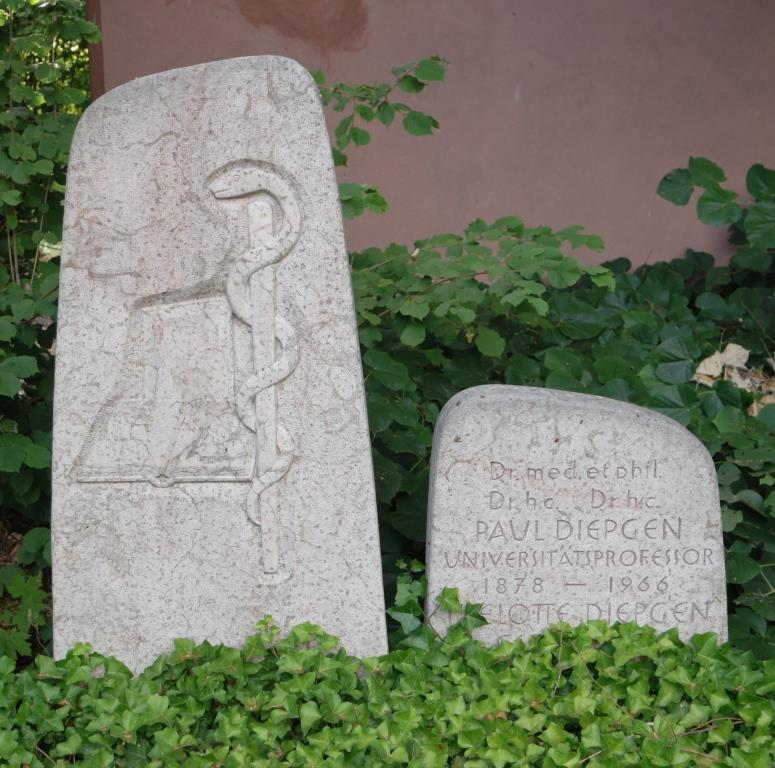
Grab von Paul Diepgen auf dem Hauptfriedhof Mainz

## Veröffentlichungen (Auswahl)
- als Hrsg.: Walter von Agilon: Gualteri Agilonis Summa medicinalis, nach den Münchener Cod. lat. Nr. 325 und 13124 erstmalig ediert mit einer vergleichenden Betrachtung älterer medizinischer Kompendien des Mittelalters (= Studien zur Geschichte der Medizin. Beiheft 3). Johann Ambrosius Barth, Leipzig 1911.
- Traum und Traumdeutung als medizinisch-naturwissenschaftliches Problem im Mittelalter. Berlin 1912.
- Die Theologie und der ärztliche Stand. Berlin 1922 (= Studien zur Geschichte der Beziehungen zwischen Theologie und Medizin im Mittelalter. Band 1).
- Geschichte der sozialen Medizin. 1934.
- mit Edith Heischkel: Die Medizin an der Berliner Charité bis zur Gründung der Universität. Berlin 1935.[8]
- Deutsche Volksmedizin, wissenschaftliche Heilkunde und Kultur. Stuttgart 1935.
- Wissenschaftliche Heilkunde und Kultur. 1935.
- Hippokrates oder Paracelsus? 1937.[9]
- mit Paul Rostock: Das Universitätsklinikum in Berlin. Seine Ärzte und seine wissenschaftliche Leistung (1810–1933). J. A. Barth, Leipzig 1939.
- Die Frauenheilkunde der Alten Welt (= Handbuch der Gynäkologie. Hrsg. von Walter Stoeckel, XII, Teil I: Geschichte der Frauenheilkunde. Band 1). München 1937.
- Die Heilkunde und der ärztliche Beruf: Eine Einführung. Berlin 1938; 4. Auflage, als Einführung in das Studium der Medizin, 1951.
- Medizin und Kultur. Gesammelte Aufsätze zu seinem 60. Geburtstag am 24. November 1938. Hrsg. von Walter Artelt, Edith Heischkel und J. Schuster. Enke, Stuttgart 1938.
- Das physikalische Denken in der Geschichte der Medizin. 1939.
- mit E. Rosner: Zur Ehrenrettung Virchows und der deutschen Zellforscher. In: Virchows Archiv. Band 307, 1941, S. 457–489.
- Der Arzt R. Virchow und die Medizin seiner Zeit. In: Zeitschrift des Vereins für die Geschichte Berlins. Heft 2, 1943.
- Geschichte der Medizin. 5 Bände (= Sammlung Göschen. Band 679, 745, 786 und 883/884). Walter de Gruyter & Co., Berlin (vor 1937).
- Geschichte der Medizin. Die historische Entwicklung der Heilkunde und des ärztlichen Lebens. Walter de Gruyter & Co., Berlin
  - I. Band: Von den Anfängen der Medizin bis zur Mitte des 18. Jahrhunderts, 1949,
  - II. Band, 1. Hälfte: Von der Medizin der Aufklärung bis zur Begründung der Zellularpathologie (ca. 1740 – ca. 1858), 1951 (2. Auflage 1959),
  - II. Band, 2. Hälfte: Die Medizin vom Beginn der Zellularpathologie bis zu den Anfängen der modernen Konstitutionslehre (etwa 1858–1900) mit einem Ausblick auf die Entwicklung der Heilkunde in den letzten 50 Jahren, 1955 (2. Auflage 1965).
- Zur Frauenheilkunde im byzantinischen Kulturkreis des Mittelalters (= Abhandlungen der Akademie der Wissenschaften und der Literatur. Geistes- und sozialwissenschaftliche Klasse. Jahrgang 1950, Band 1). Verlag der Wissenschaften und der Literatur in Mainz (in Kommission bei Franz Steiner Verlag, Wiesbaden).
- Die Wandlung des Arztideals. In: Universitas. Zeitschrift für Wissenschaft, Kunst und Literatur. Band 5, 1950, Heft 11–12.
- Der Kirchenlehrer Augustin und die Anatomie im Mittelalter. 1951.
- Das Elixir. Die köstlichste der Arzneien. C. H. Boehringer Sohn, Ingelheim am Rhein 1951.
- Das Analzäpfchen in der Geschichte der Therapie. Stuttgart 1953.
- Über den Einfluß der autoritativen Theologie auf die Medizin des Mittelalters. Mainz 1958 (= Abhandlungen der geistes- und sozialwissenschaftlichen Klasse der Akademie der Wissenschaften und der Literatur in Mainz. Jahrgang 1958, Nr. 1).
- mit Heinz Goerke: Aschoff: Kurze Übersichtstabellen zur Geschichte der Medizin. 7., neubearbeitete Auflage. Springer, Berlin/Göttingen/Heidelberg 1960 PMC 1034643 (freier Volltext).
- Frau und Frauenheilkunde in der Kultur des Mittelalters. Stuttgart 1963.